# Austin Aries
Daniel Healy Solwold Jr., meglio conosciuto con il ring-name di Austin Aries (Milwaukee, 15 aprile 1978), è un wrestler statunitense, noto per i suoi trascorsi nella Total Nonstop Action Wrestling tra il 2005 e il 2007 e, di nuovo, tra il 2011 e il 2015.
Aries è un cinque volte campione del mondo, avendo conquistato tre volte il TNA World Heavyweight Championship e due volte il ROH World Championship. Il suo primo regno da TNA X Division Champion, durato 301 giorni (dall'11 settembre 2011 all'8 luglio 2012), è il più lungo nella storia del titolo.

## Carriera

### Ring of Honor (2004–2005)
Austin Aries debuttò nella ROH il 24 aprile 2004 all'evento ROH: Reborn Stage 2 in un four corner survival match contro Jimmy Rave, Rocky Romero e Nigel McGuinness vinto da quest'ultimo. Di lì a poco Aries formò insieme ad Alex Shelley, Roderick Strong e Jack Evans i "Generation Next", una stable heel.
Il 26 dicembre 2004 a Final Battle Aries sconfisse il ROH World Champion Samoa Joe laureandosi per la prima volta campione. Il 16 giugno 2005 venne nominato nuovo capo allenatore della ROH wrestling school dopo l'abbandono del vecchio allenatore CM Punk. Dopo sei mesi Aries perse il titolo contro lo stesso CM Punk a Death Before Dishonor III dando inizio a ciò che venne poi ricordata come la Summer of Punk.
A Final Battle 2005 Aries e Roderick Strong sconfissero Sal Rinauro e Tony Mamaluke e conquistarono i ROH World Tag Team Championship. Il 3 giugno 2006 i "Generation Next" si sciolgono. In questo perioso Aries combatte per la prima volta contro il giapponese KENTA, perdendo.

### Total Nonstop Action Wrestling (2005–2007)
La TNA lanciò nel 2005 un sondaggio su internet su chi i fans avrebbero voluto vedere contro il TNA X Division Champion Christopher Daniels a Sacrifice e Aries lo vinse di gran lunga e combatté contro il Fallen Angel. La dirigenza rimase positivamente colpita da Aries e venne messo sotto contratto. In quel periodo Aries formò una stable con Alex Shelley e Roderick Strong, che di fatto erano tre quarti dei "Generation Next". Nel febbraio 2006 Aries e Strong vennero sospesi per due mesi perché arrivarono in ritardo per il PPV Against All Odds. Il ritardo era dovuto alla decisione dei due dipartecipare ad uno show della ROH nonostante la TNA avesse avvertito i due di una grande nevicata che avrebbe messo a repentaglio la loro partecipazione al PPV.
Nelle settimane precedenti a Bound for Glory 2006 Aries venne pubblicizzato con il nuovo nome di "Austin Starr". All'evento Starr debutta e vince una Gauntlet Battle Royal della X Division organizzata da Kevin Nash. Starr divenne il pupillo di Nash e prese il posto di Johnny Devine nella stable "Paparazzi Productions". Tuttavia poco dopo Starr venne sospeso nuovamente per cattiva attitudine e durante tale sospensione Austin chiede ed ottiene la rescissione del contratto con la TNA.

### Ritorno in ROH (2007–2010)
Appena un mese dopo l'abbandono della TNA Aries tornò in ROH reinserendosi nel feud tra la Resilience e i No Remorse Corps. Le due fazioni continuarono a feudare nei mesi successivi fino a che Aries sciolse la Resilience con l'obiettivo di riconquistare il ROH World Championship. A Rising Above Austin venne sconfitto dal campione in carica Nigel McGuinness.
Aries cominciò ad apparire frustrato per i match persi e Jimmy Jacobs mostrò interesse ad inserire Austin nel suo gruppo, gli Age of the Fall. Aries sembrava in procinto di entrare negli AotF, ma invece annunciò che aveva convinto Lacey a lasciare la stable e diventare una coppia. Questo portò ad un feud tra Aries e la AotF. Aries venne scelto da Jay Briscoe come sostituto del fratello infortunato Mark Briscoe per difendere i ROH World Tag Team Championships proprio contro gli Age of the Fall. Il titolo venne tuttavia reso vacante e non viene contato nel palmarès di Aries.
Il 6 giugno Aries fece squadra con Bryan Danielson in un torneo per decretare i nuovi campioni di coppia. I due sconfissero Roderick Strong e Davey Richards nel primo turno ma vennero successivamente eliminati da Jimmy Jacobs e Tyler Black, i quali vinsero il torneo.
Il feud tra Aries e Jacobs continuò per tutto l'autunno. Il punto di svolta fu in un match tra Aries e Tyler Black per il posto di primo contendente al titolo, vinto proprio da Aries. Dopo il match Jacobs attaccò Black ed Aries si intromise. Inizialmente l'intromissione sembrava fosse per salvare Black, ma Aries invece si unì al pestaggio.
Di lì a poco Aries cambiò gimmick, cambiando il suo personaggio cupo in uno più arrogante, cominciando a riferirsi a se stesso come "The Greatest Man That Ever Lived".
Il 13 giugno 2009 a Manhattan Mayhem IIIAries diventa per la seconda volta ROH World Champion sconfiggendo Jerry Lynn e Tyler Black in un elimination match. Aries difese il titolo contro Black a Final Battle 2009 e lo perse sempre contro quest'ultimo. Dopo aver feudato con Jerry Lynn e Delirious per parte del 2010 e aver fatto da manager agli All Night Express, Aries venne licenziato dalla ROH.

### Ritorno in TNA (2011–2015)
Dopo aver combattuto nella Evolve e nella Dragon Gate USA a cavallo tra il 2010 ed il 2011 il 16 giugno, Aries fa il suo ritorno in TNA sconfiggendo Jimmy Rave e Kid Kash nel match iniziale dell'X Division Showcase, un torneo che mette in palio un contratto nella X Division svolto tra wrestler di federazioni indipendenti. A Destination X Aries sconfigge Jack Evans, Low Ki e Zema Ion nella finale del torneo guadagnando il contratto. Il suo primo match dopo la riassunzione è stato contro Shannon Moore, vincendo scorrettamente con una sediata, imponendosi come heel. Aries ha subito degli screzi con Alex Shelley ed i due ad HardCore Justice partecipano ad un triple threat per il TNA X Division Championship detenuto da Brian Kendrick, fallendo entrambi. Due settimane più tardi Aries vince un gauntlet match con in palio il posto di number one contender al titolo X Division.
L'11 settembre 2011 a No Surrender Aries si laurea campione X Division sconfiggendo Kendrick. A Bound for Glory Aries mantine il titolo nel rematch contro Kendrick. A Turning Point Aries sconfigge Kid Kash e Jesse Sorensen, a Final Resolution batte Kid Kash, a Genesis vince un match ad eliminazione contro Kid Kash, Sorensen e Zema Ion e ad Against All Odds prevale su Alex Shelley. Il 12 marzo il regno di Aries diventa il più longevo della storia del titolo X Division, superando il record di 182 giorni del regno di Christopher Daniels. A Victory Road Aries sconfigge Zema Ion. La settimana dopo il successo su Ion viene sancito un match a quattro che vede coinvolti anche lo stesso Zema Ion, Kid Kash ed Anthony Nese che però viene interrotto dall'interferenza di Bully Ray che attacca tutti i partecipanti. La settimana successiva Aries torna definitivamente Face alleandosi con James Storm contro Bully Ray ed il TNA World Heavyweight Champion Bobby Roode.
In seguito prende parte al team Garett Bischoff che affronterà il team Eric Bischoff a Lockdown nel Lethal Lockdown match. A Lockdown il team Garett ha la meglio; nel match Garett Bischoff schiena il padre Eric Bischoff in seguito ad un colpo di chitarra. A Sacrifice sconfigge Bully Ray. Ad Impact del 31 maggio sconfigge Chris Sabin mantenendo il titolo.
Ad Impact il 7 giugno viene sconfitto da Crimson a causa dell'intervento di Samoa Joe, infatti ci potrebbe essere un feud tra i due. I due si sfidano a Slammiversary per il titolo X Division e dopo un match molto combattuto, vince Austin Aries.
Nella puntata di iMPACT successiva la PVV, conserv a il titolo X Division sconfiggendo in un Ultimate X match Chris Sabin e Zema Ion. Dopo il match, dichiara di voler sfidare il TNA World Heavyweight Champion Bobby Roode. Subito dopo arriva sullo stage Hulk Hogan che dice a Aries che se vuole sfidare Roode per il titolo a Destination X 2012, dovrà rendere vacante il titolo X Division. La settimana successiva, Aries rende vacante il titolo a patto che ogni anno prima di Destination X il campione X Division abbia la sua stessa opportunità e subito dopo fa scattare una rissa con Bobby Roode. A Destination X sconfigge Bobby Roode conquistando per la prima volta il TNA World Heavyweight Championship.
Nella puntata del 12 luglio appare sul ring per ringraziare tutte le persone che lo acclamano, dicendo che per lui la TNA è la federazione di wrestling migliore al mondo. Nel ring lo raggiunge un Bobby Roode molto arrabbiato che, seppur con difficoltà, dice ad Aries che gli ha preso tutto e che gliela farà pagare, e così dicendo lascia il ring su tutte le furie. Subito dopo anche Aries lascia il quadrato pronunciando le parole: New World Champ. Il 18 luglio viene ufficializzato il rinnovo del suo contratto pluriennale in TNA. Durante l'Impact successivo affronta in un rematch di Destination X Bobby Roode stavolta senza titolo in palio, verso la fine dell'incontro però fanno il loro ingresso gli Aces and Eigths (una nuova stable che sta invadendo la TNA) che massacrano letteralmente sia Austin Aries che Roode.
Al ppv TNA Hardcore Justice 2012, sconfigge nuovamente il rivale Bobby Roode nel rematch per il titolo mondiale. Successivamente sfida uno degli Aces & Eights a farsi avanti al ppv TNA No Surrender a causa dei loro continui attacchi alla federazione (tra l'altro lo avevano anche ferito ad un braccio). Al pay per view un membro della stable si fa quindi avanti, e la "sfida" tra i due si trasforma ben presto in una rissa, coinvolgendo anche l'intero roster. Nella puntata di iMPACT dell'11/10/12 effettua un Turn Heel attaccando Jeff Hardy con il Brainbuster. A Bound For Glory viene sconfitto da Jeff Hardy perdendo così il titolo. Tenta senza successo di riconquistare il titolo il 13 gennaio al PPV Genesis in un three-way elimination match nel quale era coinvolto anche Bobby Roode.
Nella puntata del 31 gennaio di Impact Wrestling, sconfigge in coppia con Bobby Roode il team formato da Chavo Guerrero Jr. e Hernandez conquistando il titolo TNA World Tag Team Championship e laureandosi quinto TNA Triple Crown champion. Il 10/10/13 Austin Aries ottiene finalmente la sua vittoria contro Jeff Hardy. Nella puntata di impact del 12-12-2013 Austin Aries batte Chris Sabin e diventa il nuovo tna x division champion
Nella notte, durante la puntata Impact Wrestling 23 gennaio 2015 Aries avrebbe preso la valigetta del Fest or Fired che gli offra l'opportunità al Heavyweight Championship TNA
Nel 2015 riforma i Dirty Heels assieme a Bobby roode. Nel primo match best of 5 perdono e i Wolves si portano sul 1-0.
Nel secondo match best of 5 ,i wolves si portano sul 2-0.Nel terzo match best of 5 ,i Dirty heels vincono e si portano sul 2-1.

### European Pro Wrestling (2015–2016)
Tra il 2015 e il 2016 ha partecipato a degli house show della EPW, nel 2016 ha partecipato a un PPV della EPW dove era in palio il titolo massimo della EPW che era vacante, lui ha vinto il titolo l'ha difeso varie volte negli house show divenendo il campione con il regno più lungo, quando la WWE gli offri un contratto decide di rendere vacante il titolo. Nel 2017 potrebbe tornare a lottare in EPW se autorizzato dalla stessa WWE visto che in EPW c'è ancora un match da fare tra Aj Styles e lui, nel 2016 questo match sarebbe stato per il titolo ma essendo tutti è due in WWE potrebbe essere un semplice match da PPW di EPW.

### WWE (2016–2017)
Quattro anni prima di firmare con la WWE, mentre era ancora in TNA, Aries ha prestato la voce al personaggio Jacob Cass nella Road to WrestleMania di WWE '12.
Durante i tapings di NXT del 22 gennaio 2016, Aries ha debuttato nel territorio di sviluppo della WWE (NXT appunto). È stato introdotto dal general manager William Regal, ma è stato poi attaccato da Baron Corbin prima che Aries avesse potuto fare il suo ingresso sul ring. A NXT TakeOver: Dallas affronta e sconfigge Baron Corbin via rollup. Nella puntata di NXT del 25 maggio fa coppia con Shinsuke Nakamura nell'affrontare Wesley Blake e Buddy Murphy. Durante il match Aries chiede il cambio, che il giapponese però si rifiuta di dare. La settimana successiva tiene un promo in cui dice di voler essere il prossimo NXT Champion. Dopo essere stato interrotto proprio da Nakamura, il general manager di NXT William Regal induce un match proprio tra Aries e il giapponese. A NXT TakeOver: The End viene sconfitto da Nakamura.
Nella puntata di NXT del 22 giugno effettua un turn heel, attaccando No Way Jose, che poi batterà a NXT TakeOver: Brooklyn II.
Successivamente partecipa al Dusty Rhodes Tag Team Classic, in coppia con Roderick Strong, passando il primo turno, ma successivamente, infortunandosi all'occhio, lui e il suo compagno vengono eliminati.
Il 27 ottobre 2016 Aries ha subito un infortunio nella parte del viso vicino ad un occhio durante un match contro Shinsuke Nakamura che lo ha costretto a restare fuori dalle scene fino all'inizio del 2017.
Dopo l'infortunio, Aries è diventato il commentatore di Raw il 19 dicembre 2016 e per la categoria dei pesi leggeri e del programma 205 Live. Nella puntata di Raw del 6 marzo 2017, dopo che il WWE Cruiserweight Champion Neville ha sconfitto Rich Swann mantenendo il titolo, Aries è salito sul ring per intervistarlo. Dopo essere stato provocato, Aries ha attaccato il campione costringendolo alla ritirata ed effettuando un Turn Face. Nella puntata di 205 Live del 7 marzo Aries ha fatto il suo ritorno sul ring nonché il suo debutto nella divisione dei pesi leggeri di Raw sconfiggendo Tony Nese. Nella puntata di Raw del 13 marzo Aries ha sconfitto Ariya Daivari. Nella puntata di 205 Live del 14 marzo Aries ha vinto un Fatal 5-Way Elimination match che comprendeva anche Akira Tozawa, The Brian Kendrick, TJ Perkins e Tony Nese per determinare il contendente nº 1 al WWE Cruiserweight Championship di Neville a WrestleMania 33 eliminando per ultimo Kendrick. Nella puntata di Raw del 20 marzo Aries ha sconfitto facilmente Tony Nese. Nella puntata di Raw del 27 marzo Aries ha sconfitto Noam Dar. Il 2 aprile, nel Kick-off di WrestleMania 33, Aries ha affrontato Neville per il WWE Cruiserweight Championship ma è stato sconfitto, fallendo l'assalto al titolo. Nella puntata di 205 Live del 4 aprile Aries ha vinto un Fatal 4-Way match che comprendeva anche Gentleman Jack Gallagher, Mustafa Ali e TJ Perkins, confermando il suo status di contendente nº 1 al WWE Cruiserweight Championship di Neville. Nella puntata di Raw del 10 aprile Aries è stato sconfitto da TJ Perkins. Nella puntata di 205 Live del 18 aprile Aries ha sconfitto TJ Perkins ma, nel post match, è stato attaccato sia da Perkins che da Neville. Nella puntata di Raw del 24 aprile Aries e Gentleman Jack Gallagher hanno sconfitto Neville e TJ Perkins. Il 30 aprile, a Payback, Aries ha affrontato Neville per il WWE Cruiserweight Championship sconfiggendolo per squalifica, senza tuttavia il cambio di titolo. Nella puntata di Raw del 1º maggio Aries ha sconfitto TJP ma, nel post match, è stato attaccato da questi al ginocchio. Nella puntata di Raw del 15 maggio Aries e Gentleman Jack Gallagher sono stati sconfitti da Neville e TJP. Nella puntata di 205 Live del 16 maggio Aries ha sconfitto TJP. Nella puntata di Raw del 22 maggio Aries ha sconfitto Tony Nese. Nella puntata di Raw del 29 maggio Aries e Gentleman Jack Gallagher hanno sconfitto Neville e TJP. Il 4 giugno, ad Extreme Rules, Aries è stato sconfitto da Neville in un Submission match, fallendo l'assalto al WWE Cruiserweight Championship.
Il 7 luglio 2017 Aries è stato rilasciato dalla WWE. La causa pare sia stata, secondo Pro Wrestling Torch, l'insoddisfazione di Aries per essere stato limitato alla divisione dei pesi leggeri di 205 Live.

## Personaggio

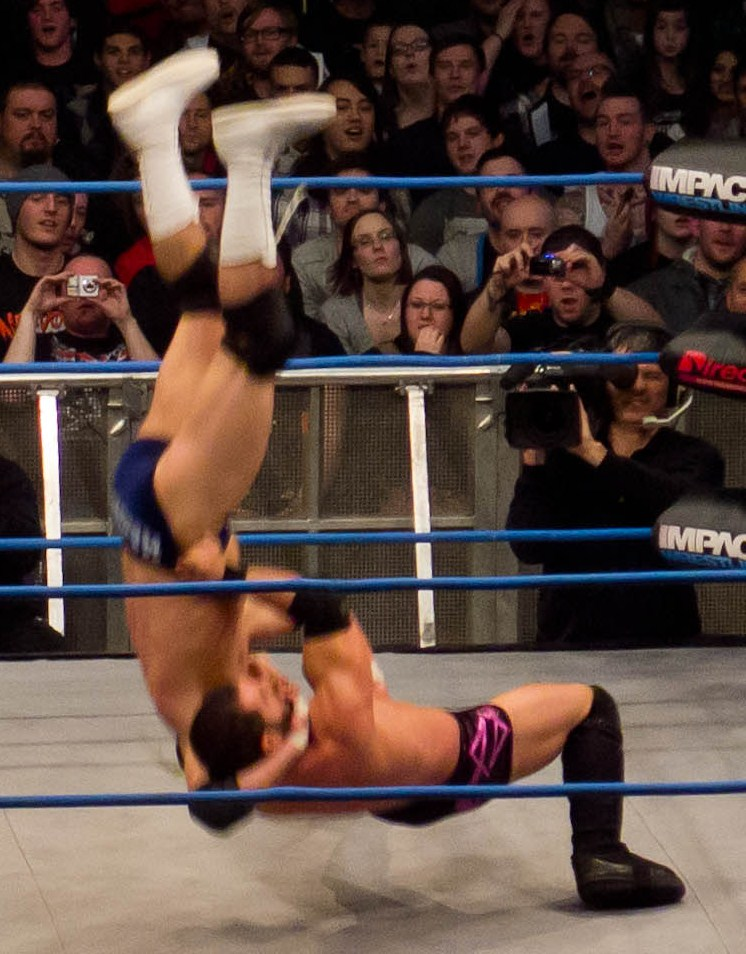
Austin Aries mentre esegue una Brainbuster su Mark Haskins

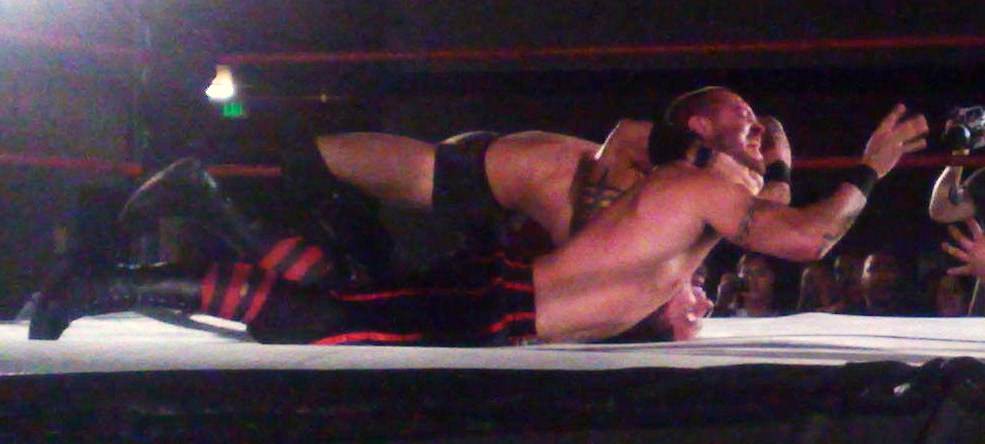
Austin Aries mentre applica la Last Chancery su Jay Briscoe

### Mosse finali
- Brainbuster
- Last Chancery (Bridging arm triangle choke)

#### Soprannomi
- "A Double"
- "The Belt Collector"
- "The Greatest Man That Ever Lived"
- "The Greatest Manager That Ever Lived"
- "Mr. It"
- "MV3"
- "The Star"
- "The Truth"
- "The Vascular Vegetarian"

#### Musiche d'ingresso
- Born of a Broken Man dei Rage Against the Machine
- From This Day dei Machine Head
- Fire It Up dei Black Label Society
- Personal Jesus di Marilyn Manson
- Devil Ride di Phil Garrod, Reed Hays & Scott P. Schree
- The Greatest Man That Ever Lived (Variations on a Shaker Hymn) di Weezer
- Voodoo Child (Slight Return) dei The Jimi Hendrix Experience
- Raging of the Region di Dale Oliver (TNA)
- Ambition and Vision dei CFO$ (NXT/WWE; 22 gennaio 2016–7 luglio 2017)
- Disdain di Aries Rising (Impact; 2018–presente)

## Titoli e riconoscimenti
- Defiant Wrestling
  - Defiant Championship (1)
- DEFY Wrestling
  - DEFY Wrestling Championship (1)
- European Pro Wrestling
  - EPW Championship (1)

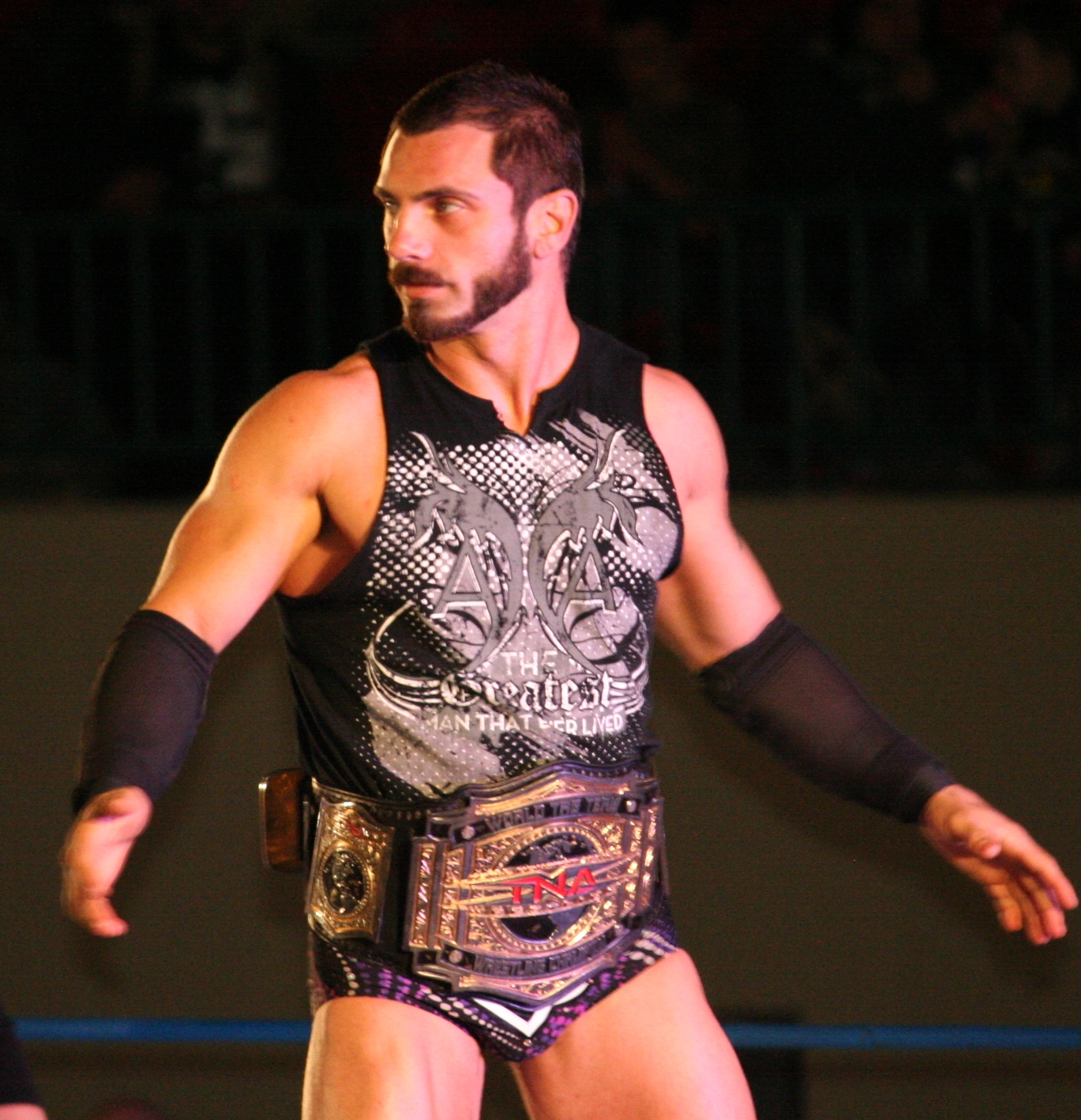
Aries con il TNA World Tag Team Championship, titolo che ha vinto una volta con Bobby Roode

- International Pro Wrestling: United Kingdom
  - IPW:UK World Championship (1)
- Mid-American Wrestling
  - MAW Junior Heavyweight Championship (1)
- Midwest Championship Wrestling
  - MWCW Light Heavyweight Championship (1)
- Midwest Independent Association of Wrestling
  - MIAW Cruiserweight Championship (2)
- Minnesota Independent Wrestling
  - MIW Cruiserweight Championship (2)
- NWA Midwest
  - NWA Midwest X Division Championship (1)
- Neo Pro Wrestling
  - NPW Cruiserweight Championship (2)
  - NPW Cruiserweight Championship Tournament (2002)
- Pennsylvania Premiere Wrestling
  - PPW Heavyweight Championship (1)
- Pro Wrestling Illustrated
  - 12º tra i 500 migliori wrestler singoli nella PWI 500 (2013)
- Pro Wrestling WAR
  - PWW Heavyweight Championship (1)
- Ring of Honor
  - ROH World Championship (2)
  - ROH World Tag Team Championship (1) – con Roderick Strong
- Steel Domain Wrestling
  - SDW Tag Team Championship (1) – con Ted Dixon
- Total Nonstop Action Wrestling/Impact Wrestling
  - Impact Grand Championship (1)
  - TNA World Heavyweight Championship1 (3)
  - TNA World Tag Team Championship (1) – con Bobby Roode
  - TNA X Division Championship (6)
  - X Division Showcase (2011)
  - Gold Rush Tournament (2014)
  - Feast or Fired (2015 – TNA World Heavyweight Championship contract)
  - 5º TNA Triple Crown Champion
- Unify Championship Entertainment
  - Unify World Championship (1)
- World Series Wrestling
  - WSW Heavyweight Championship (1)
- Xtreme Wrestling Alliance
  - XWA Xtreme Rumble (2018)

1 Durante il terzo regno, il titolo era noto come Impact World Championship.